# Yakweakwioose
Yakweakwioose, jedna od suvremenih bandi Stalo Indijanaca danas naseljenih na dva ili tri rezervata (reserves u kanadskoj provinciji Britanska Kolumbija.
Populacija im je 2007. iznosila 63. Rezervati:  Grass 15, Pekw'xe:Yles (Peckquaylis) i Yakweakwioose 12. Govore dijalektom Halq'eméylem.